# Manfred Gangl
Manfred Gangl (* 1947) ist ein deutscher Politikwissenschaftler, Germanist und Historiker.
Einem Studium der Germanistik, Geschichte und Politikwissenschaft an der Ludwig-Maximilians-Universität München folgte 1987 die Promotion in Politikwissenschaft mit einer Arbeit über die Kritische Theorie. Anschließend war er Wissenschaftlicher Mitarbeiter am Geschwister-Scholl-Institut für Politische Wissenschaft in München und DAAD-Lektor an der Universität Sorbonne-Nouvelle in Paris. Von 1992 bis 2012 arbeitete er als Maître de Conférence an der Universität Angers. Er nahm zahlreiche Lehraufträge an Pariser Hochschulen wahr.
Von 1982 bis 1998 war er Vorstandsmitglied, 1999–2012 Leiter und ab 2013 Generalsekretär der „Groupe de recherche sur la culture de Weimar“ am Maison des Sciences de l’Homme in Paris.
Gangls Forschungsschwerpunkte sind Politische Philosophie, Kritische Theorie, intellektuelle Strömungen der Weimarer Republik, Disziplinengeschichte und deutsch-französischer Wissenschaftstransfer.

## Schriften (Auswahl)
- Politische Ökonomie und Kritische Theorie. Ein Beitrag zur theoretischen Entwicklung der Frankfurter Schule. Campus, Frankfurt am Main 1987.
- Hrsg. mit Gérard Raulet: Intellektuellendiskurse in der Weimarer Republik. Zur politischen Kultur einer Gemengelage. Campus, Frankfurt am Main 1994.
- Hrsg. mit Gérard Raulet: Jenseits instrumenteller Vernunft. Kritische Studien zur Dialektik der Aufklärung. Peter Lang, Frankfurt/M. u. a. 1998 (= Schriftenreihe zur politischen Kultur der Weimarer Republik, Bd. 3).
- Hrsg. mit Wolfgang Bialas: Intellektuelle im Nationalsozialismus. Peter Lang, Frankfurt/M. u. a. 2000.
- Hrsg.: Linke Juristen in der Weimarer Republik. Peter Lang, Frankfurt/M. u. a. 2003 (= Schriftenreihe zur politischen Kultur der Weimarer Republik, Bd. 7).
- Das Politische. Zur Entstehung der Politikwissenschaft während der Weimarer Republik, Peter Lang, Frankfurt/M. u. a. 2008 (= Schriftenreihe zur politischen Kultur der Weimarer Republik, Bd. 11).
- Hrsg. mit Gilbert Merlio und Markus Ophälders: Spengler – ein Denker der Zeitenwende, Peter Lang, Frankfurt/M. u. a. 2009 (= Schriftenreihe zur politischen Kultur der Weimarer Republik, Bd. 12).
- Hrsg.: Die Weimarer Staatsrechtsdebatte. Diskurs- und Rezeptionsstrategien, Nomos, Wiesbaden 2011.
- Hrsg. mit Guillaume Plas und Gérard Raulet: Philosophische Anthropologie und Politik. 2. Teilband: Philosophische Anthropologie. Themen und Positionen, Nordhausen 2013.
- Hrsg. mit Olivier Agard u. a.: Kritikfiguren = Figures de la critique. Festschrift für Gérard Raulet zum 65. Geburtstag. Peter Lang, Frankfurt/M. 2015.